# Santos Fabiano e Venâncio na Villa Fiorelli (título cardinalício)
Santos Fabiano e Venâncio na Villa Fiorelli (em latim, Ss. Fabiani et Venantii ad locum vulgo “Villa Fiorelli”) é um título cardinalício instituído em 5 de março de 1973 pelo Papa Paulo VI. Sua igreja titular é Santi Fabiano e Venanzio.

## Titulares protetores
- Hermann Volk (1973-1988)
- Ján Chryzostom Korec, S.J. (1991-2015)
- Carlos Aguiar Retes (desde 2016)